# Ulica Władysława Reymonta w Rybniku
Ulica Władysława Reymonta w Rybniku – jedna z ważniejszych i ruchliwszych ulic w centrum miasta.  Ulica rozciąga się od skrzyżowania z ul. Jankowicką i pl. Armii Krajowej do skrzyżowania z ulicami Raciborską i Jana Kotucza. Na odcinku od Ronda Wodzisławskiego do skrzyżowania z ulicami Raciborską i Jana Kotucza stanowi fragment trasy 78. Ma około 1,3 km długości.

## Obiekty
- Zakład Ubezpieczeń Społecznych
- dyskont Lidl
- stacja paliw Lukoil
- Straż Miejska
- Przychodnia rodzinna
- Szkoła Podstawowa nr 34

## Komunikacja
Przy ulicy znajduje się przystanek KM – Smolna Reymonta, ponadto biegną trasy 9 linii komunikacji miejskiej. Są to linie numer 10, 11, 12, 14, 31, 40, 41, 43, 48.